# Thanduyise Khuboni
Thanduyise Khuboni, né le 22 mai 1986 à Durban, est un footballeur international sud-africain. Il évolue actuellement aux Golden Arrows dans le championnat national sud-africain au poste de milieu défensif.
Il fait partie des 23 joueurs sud-africains sélectionnés pour participer à la coupe du monde 2010.